# 空軍航空技術学院
空軍航空技術学院学校（くうぐんこうくうぎじゅつがくいん、Air Force Institute of Technology）は、台湾高雄市に位置する、中華民国空軍附属の技術官養成の技術学院。

## キャンパス
- 第1キャンパス：旧「空軍通信電子学校」
- 第2キャンパス：旧「空軍機械学校」

## 歴史
| 年     | 月日    | 事跡                                                                                               |
| ------ | ------- | -------------------------------------------------------------------------------------------------- |
| 1933年 | 10月    | 軍政部航空署、技術処処長銭昌祚、陳昌祖、周徳鴻の三名に「航空機械学校」設立準備委員会の設立を命じる |
| 1934年 | 3月     | 江西省南昌の老営房飛行場内にて「航空機械学校準備処」設立、整備士の臨時訓練が実施される             |
| 1936年 | 3月16日 | 南昌老営房飛行場内にて「航空機械学校」が正式に開校                                                 |
| 1937年 | 春      | 中央航空学校に「通信人員訓練班」を設置                                                             |
| 1937年 | 8月     | 日中戦争の影響で「航空機械学校」が成都へ疎開                                                       |
| 1940年 | 2月     | 「通信人員訓練班」が成都に疎開 「空軍通信人員訓練班」と改称                                        |
| 1938年 | 11月1日 | 「航空機械学校」を「空軍機械学校」と改称                                                           |
| 1944年 | 1月1日  | 「空軍通信技術訓練班」を「空軍通信学校」と改編・独立                                               |
| 1948年 | 冬      | 空軍機械学校、国共内戦の影響で遷台、高雄市岡山区の第六十一海軍航空廠工員養成所跡地を校舎とする     |
| 1949年 | 6月     | 空軍通信学校10期学生および教職員、遷台                                                             |
| 1957年 | -       | 「空軍通信学校」を「空軍通信電子学校」と改称                                                       |
| 1996年 | 8月1日  | 「空軍機械学校」と「空軍通信電気学校」を統合し「空軍航空技術学校」が開校                           |
| 2001年 | 8月1日  | 「空軍航空技術学院」と改称                                                                         |